# Хрептович, Кароль
Кароль Литовор Хрептович (ум. ок. 1801) — государственный и военный деятель Великого княжества Литовского, стражник польный литовский (1759), хорунжий надворный литовский (1781—1786), староста гродненский (1786).

## Биография
Представитель литовского дворянского рода Хрептовичей герба «Одровонж». Сын стольника гродненского Якуба Хрептовича и Теодоры Туминской.
В молодости Кароль Хрептович служил в прусской армии (1740), затем был хорунжим в литовской гвардии. В 1743 году был избран депутатом от Гродненского повета в Литовский Трибунал. В 1744 году Кароль Хрептович стал хорунжим литовским гвардии. В 1746 году — генерал-адъютант каштеляна виленского и гетмана польного литовского, князя Михаила Юзефа Масальского.
Первоначально Кароль Хрептович, находившийся под протекцией подскарбия великого литовского Ежи Флемминга, агитировал за него на сеймиках и несколько лет управлял его имениями. В 1750 году вторично был избран депутатом в Трибунал ВКЛ от Гродненщины, где носил чин земского писаря. В 1748—1752 годах — вице-эконом гродненский. В 1759 году Кароль Хрептович получил должность стражника польного литовского. Через два года, в 1761 году, кандидатура Хрептовича не прошла на выборах в Литовский Трибунал, но в 1762 году был избран послом на сейм.
Во время междуцарствия (1763—1764) Кароль Хрептович под давлением партии Чарторыйских выехал в Кенигсберг. В 1767 году был избран маршалком Гродненской конфедерации
Кароль Литовор Хрептович выступал против уравнения в правах диссидентов (протестантов и православных) с католиками. В 1767 году выступил против ареста российским послом Н. В. Репниным Каетана Солтыка, Юзефа Анджея Залусского, Вацлава и Северина Ржевуских.
В 1768 году Кароль Хрептович вступил в Барскую конфедерацию, в апреле того же года находился в Вене, а в августе 1768 года пребывал в Молдавии среди барских конфедератов. В 1769 году вернулся на должность маршалка Гродненской конфедерации. Затем находился в Прешове, откуда в 1771 году вернулся в ВКЛ.
В 1772 году после поражения Барской конфедерации Кароль Хрептович сопровождал воеводу виленского Кароля Радзивилла «Пане Коханку» в изгнание. До 1774 года находился в Венеции.
В 1781 году Кароль Хрептович получил должность хорунжего надворного литовского. В этом же году в Гродно состоялось торжественное внесение мощей Святого Климента-воина, которые Папа Римский Климент даровал Каролю Хрептовичу.  В 1782 году стал кавалером ордена Святого Станислава. В 1786 году был назначен старостой гродненским. В 1794 году поддержал польское восстание под руководством Тадеуша Костюшко.
В 1751 году Кароль Хрептович женился на Анне Хрептович, дочери старосты вербельского Марциана Хрептовича. Около 1768 года супруги, не имевшие общих детей, развелись.